# Gehfalte

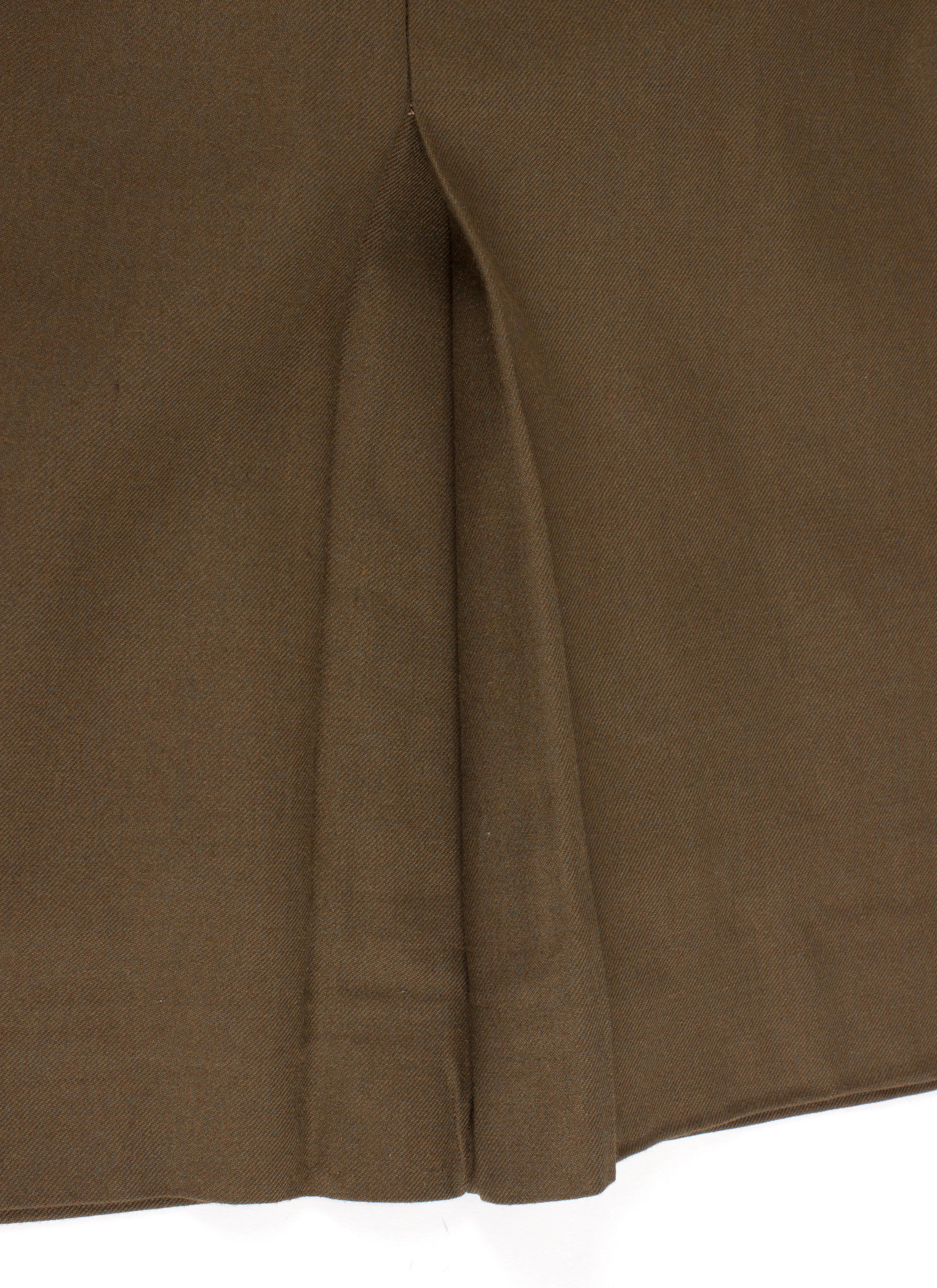
Detail einer Gehfalte, 1940er Jahre

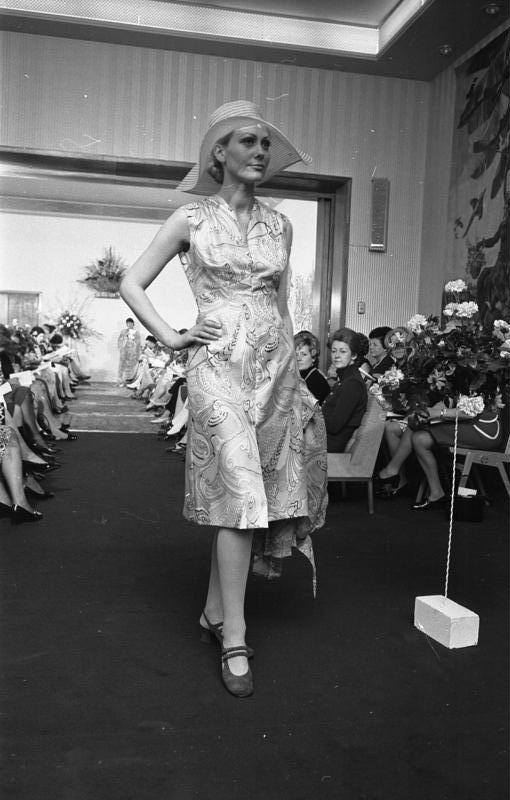
Kleid mit Gehfalte Anfang der 1970er

Unter Gehfalten sind Längsfalten zu verstehen, die enggeschnittene Kleider, Röcke und Mäntel am Saum weiter machen und so mehr Bequemlichkeit beim Gehen schaffen. 
Eine spezielle Gehfalte in der Damenmode ist die sogenannte Dior-Falte bzw. der Dior-Schlitz. Diese nach Christian Dior bezeichnete Falte an Röcken oder Hosen ist mit Stoff unterlegt und springt bei Bewegung auf. Der Modeschöpfer hatte sie in den 1950er Jahren am Rückenteil der von ihm kreierten Bleistiftlinie eingeführt, um diese Mode etwas tragbarer zu machen. Wegen der besonderen Tragebeanspruchung am Ende der Nahtöffnung sorgt dort häufig eine Applikation für bessere Haltbarkeit. 